# Lista de condados da Carolina do Norte

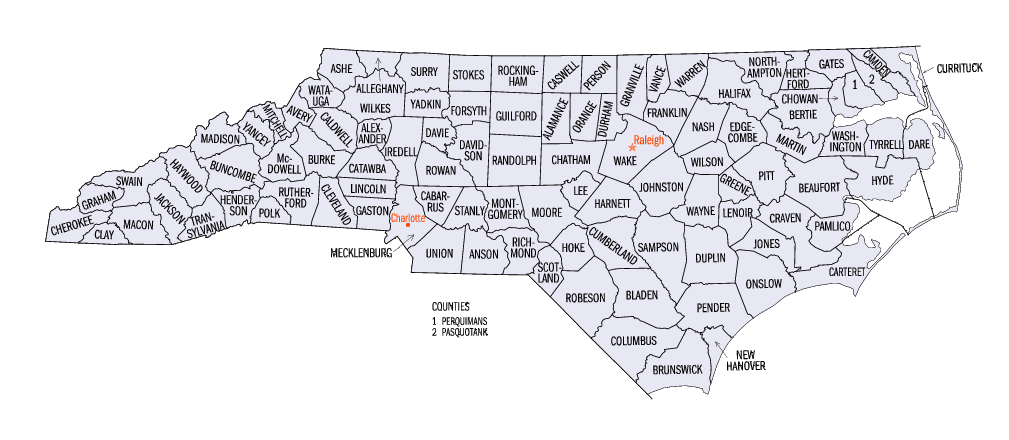
Mapa dos condados da Carolina do Norte

A seguir, lista dos 100 condados da Carolina do Norte.
| - Alamance - Alexander - Alleghany - Anson - Ashe - Avery - Beaufort - Bertie - Bladen - Brunswick | - Buncombe - Burke - Cabarrus - Caldwell - Camden - Carteret - Caswell - Catawba - Chatham - Cherokee | - Chowan - Clay - Cleveland - Columbus - Craven - Cumberland - Currituck - Dare - Davidson - Davie | - Duplin - Durham - Edgecombe - Forsyth - Franklin - Gaston - Gates - Graham - Granville - Greene | - Guilford - Halifax - Harnett - Haywood - Henderson - Hertford - Hoke - Hyde - Iredell - Jackson | - Johnston - Jones - Lee - Lenoir - Lincoln - Macon - Madison - Martin - McDowell - Mecklenburg | - Mitchell - Montgomery - Moore - Nash - New Hanover - Northampton - Onslow - Orange - Pamlico - Pasquotank | - Pender - Perquimans - Person - Pitt - Polk - Randolph - Richmond - Robeson - Rockingham - Rowan | - Rutherford - Sampson - Scotland - Stanly - Stokes - Surry - Swain - Transylvania - Tyrrell - Union | - Vance - Wake - Warren - Washington - Watauga - Wayne - Wilkes - Wilson - Yadkin - Yancey |